# Conizonia kalashiani
Conizonia kalashiani är en skalbaggsart som beskrevs av Mikhail Leontievich Danilevsky 1992. Conizonia kalashiani ingår i släktet Conizonia och familjen långhorningar. Inga underarter finns listade i Catalogue of Life.